# Happy Jankell
Happy Betty Nicóle Hildegard Jankell, ursprungligen Betty Nicóle Hildegard Jankell, född 16 december 1993 i Gustav Vasa församling, Stockholms län, är en svensk skådespelare, röstskådespelare, influerare och författare.

## Biografi
Jankell debuterade som skådespelare år 2006 och har medverkat i många TV-serier. År 2013 deltog hon i inspelningen av filmen IRL och har därefter bland annat medverkat i filmerna Ted - För kärlekens skull och Kungen av Atlantis. 2018 var hon programledare för Guldtubengalan. Hon har även medverkat i svenska kortfilmer.
Den 10 mars 2021 släppte Jankell sin debutroman Livlina.

### Familj
Happy Jankell är dotter till skådespelaren Thorsten Flinck och programledaren och journalisten Annika Jankell samt yngre syster till skådespelaren Félice Jankell.

## Filmografi
| År        | Titel                                         | Roll                             | Noteringar         |
| --------- | --------------------------------------------- | -------------------------------- | ------------------ |
| 2007      | Den nya människan                             | Anna                             |                    |
| 2007      | Ett gott parti                                | Jessica                          | TV-serie 2 avsnitt |
| 2007      | Familjen Robinson                             | Unga Franny (röst)               |                    |
| 2010      | Tusen gånger starkare                         | Mimi                             |                    |
| 2011      | Anno 1790                                     | Clara                            | TV-serie           |
| 2012      | Portkod 1321                                  | Steph                            | TV-serie           |
| 2013      | Fjällbackamorden: Ljusets drottning           | Henny                            |                    |
| 2013      | IRL                                           | Scarlet                          |                    |
| 2013      | Rosor kyssar och döden                        | Sofia                            | TV-film            |
| 2013–2014 | Äkta människor                                | Betty                            | TV-serie 4 avsnitt |
| 2014      | Portkod 1525                                  | Steph                            | TV-serie           |
| 2014      | Solsidan                                      | Wilda                            | TV-serie           |
| 2015      | Familjen Rysberg                              | Vampyrella                       | TV-serie           |
| 2015–2017 | Jordskott                                     | Esmeralda                        | TV-serie           |
| 2015–2019 | Ester vs Mörkrets Makter                      | Ester Fjäril (röst)              | TV-serie           |
| 2017      | Leif & Billy                                  | Elin                             | TV-serie           |
| 2018      | Ted - För kärlekens skull                     | Lotta Ramel                      |                    |
| 2018      | Morden i Sandhamn - I maktens skugga          | Maria                            | TV-serie           |
| 2018      | Kungen av Atlantis                            |                                  |                    |
| 2018      | Storm på Lugna gatan                          | Freja                            | TV-serie           |
| 2018      | Spider-Man: Into the Spider-Verse             | Gwen Stacy / Spider-Woman (röst) |                    |
| 2020      | Ambassadören                                  | Ronja                            | TV-serie           |
| 2020      | Sommaren med släkten                          | Malin                            | TV-serie           |
| 2021      | Delete Me                                     | Fanny                            | TV-serie           |
| 2021      | Dystopia                                      | Frida                            | TV-serie           |
| 2021      | Tom & Jerry                                   | Preeta Mehta (röst)              |                    |
| 2021      | Familjen Mitchell mot maskinerna              | Katie Mitchell (röst)            |                    |
| 2021      | Glöm natten som kommer                        | Emma                             |                    |
| 2021      | Två syster                                    | Lojsan                           |                    |
| 2022      | Året jag slutade prestera och började onanera | servitris                        |                    |
| 2022–2023 | Ugglehuset                                    | Samlaren (röst)                  | TV-serie           |
| 2023      | Beck – Inferno                                | Karolina                         | TV-film            |
| 2023      | Inga skuggor kvar                             | Elin                             |                    |
| 2023      | Spider-Man: Across the Spider-Verse           | Gwen Stacy / Spider-Woman (röst) |                    |

## Teater

### Roller (ej komplett)
| År   | Roll                     | Produktion             | Regi            | Teater                                       |
| ---- | ------------------------ | ---------------------- | --------------- | -------------------------------------------- |
| 2018 | Elizabeth Lavenza Agatha | Frankenstein Johan Ehn | Daniel di Grado | Teater Barbara Gästspel på Playhouse Theater |